# Кацпер Урбаньський
Кацпер Урбаньський (пол. Kacper Urbański, нар. 7 вересня 2004, Гданськ, Польща) — польський футболіст, атакувальний півзахисник італійського клубу «Болонья» та національної збірної Польщі.
На правах оренди грає в клубі «Монца».

## Ігрова кар'єра
Кацпер Урбаньський народився у місті Гданськ і є вихованцем місцевого клубу «Лехія», де почав грати у молодіжному складі з 2016 року. 21 грудня 2019 року Кацпер дебютував у першій команді й став другим наймолодшим гравцем в історії вищого польського дивізіону. На момент матчу Урбаньському виповнилося 15 років і 105 днів. 14 лютого 2020 року Урбаньський вийшов на поєдинок чемпіонату проти «П'яста» і став наймолодшим гравцем в історії польського чемпіонату, що виходив у стартовому складі. 
У лютому 2021 року італійська «Болонья» оформила оренду польського півзахисника. 13 травня 2021 року Урбаньський дебютував у складі «Болоньї» і таким чином став наймолодшим поляком, що грав у Серії А. Після закінчення терміну оренди «Болонья» підписала з футболістом повноцінний контракт. 7 жовтня 2021 року англійська газета The Guardian назвала його одним з 60-ти найкращих футболістів світу 2004 року народження.
25 січня 2025 року Кацпер Урбаньський на правах оренди до кінця сезону приєднався до клубу «Монца».

## Збірна
У 2019 році Кацпер Урбаньський брав участь у матчах юнацької збірної Польщі (U-16).
Влітку 2023 року у складі юнацької збірної Польщі (U-19) Урбаньський брав участь у юнацькому чемпіонаті Європи на Мальті.
7 червня 2024 року у товариському матчі проти збірної України Кацпер Урбаньський дебютував у складі національної збірної Польщі. Того ж літа футболіст був внесений до заявки збірної для участі у Євро - 2024.